# Lưu Sung
Lưu Sung (chữ Hán: 劉充, mất năm 10 TCN), tức Triệu Cung vương (趙共王), là vị chư hầu vương 13 của nước Triệu, chư hầu nhà Hán trong lịch sử Trung Quốc.
Lưu Sung là con trai của Triệu Ai vương Lưu Cao, chư hầu vương thứ 12 của nước Triệu, cháu chắt của Hán Cảnh Đế. Năm 66 TCN, khi vừa làm Triệu vương có vài tháng, Lưu Cao lại mất. Lưu Xương nối tước Triệu vương, tiếp tục đóng ở Hàm Đan.
Hán thư không cho biết gì về những việc làm của ông lúc sinh thời cũng như lúc làm vua ở Triệu.
Năm 10 TCN, Lưu Sung chết, được triều đình ban thụy là Cung vương. Ông làm Triệu vương 56 năm. Con ông là Lưu Ẩn kế tự, về sau Vương Mãng cướp ngôi nhà Hán, Lưu Ẩn bị mất tước.